# Koronazáródás
A záródás olyan dendrometriai fogalom, mely lehet egy esemény és egy állapotjelző is.

## Záródás (esemény)
A záródási folyamat befejeződését jelöli, mely akkor következik be, ha a fiatal fácskák koronái –a növekedés folytán – a szomszédos fák koronáival többnyire összeérnek. Kiterjesztett értelemben bármilyen állománykorban használhatjuk a fogalmat a koronaszint bármilyen ok (pl. erdőnevelési beavatkozás, falopás, fapusztulás) miatti megbontása, megbomlása utáni "koronazáródási folyamat" befejeződésére.

## Záródás (állapotjelző)
Ha a faállományon belül a fák koronavetületét vízszintes síkon ábrázolnánk, a koronák között folytonossági hiányokat, illetve átfedéseket tapasztalhatnánk. A záródás egy faállomány szerkezetének olyan viszonyszáma, mely megadja, hogy mekkora a fák által elfoglalt terület aránya a faállomány teljes területéhez képest.
A záródási viszonyszámot tizedes tört, vagy százalék alakjában fejezzük ki (egy vagy két tizedesnyi, illetve tíz vagy öt százalék pontossággal). Ha pl. a záródás: 0,6 (azaz: 60%), ez azt jelenti, hogy a fák koronáinak vízszintes vetülete együttesen csak 0,6-ed részét (60%-át) teszi ki az erdőrészlet egész területének. A záródás pontosabb megállapítása ez esetben: 0,65; avagy 65%.
Ha az átfedéseket is figyelembe vesszük, akkor koronasátor-záródásról beszélünk. Ez utóbbi értéke meghaladhatja az 1,0-et, avagy a 100%-ot, mivel az alászorult fák koronavetülete, illetve a koronavetület-átfedések sűrű állású faállomány esetén nagyobb összterülettel rendelkezhetnek, mint a teljes faállomány.

## A záródás megállapításának módjai
- Meghatározott pontokban felállva meghatározzuk, hogy az adott pont felett van-e koronafedettség, vagy nincs; végezetül a fedett pontok számát elosztjuk az összes pont számával, és megkapjuk a záródást. Ez esetben ügyelni kell a ponthálózat kellő sűrűségére, illetve szabályosságára.
- Záródásmérő tükör alkalmazása, a fentihez hasonló megfigyelési ponthálózat esetén. A tükör – homorú vagy domború – lapjába négyzetháló van gravírozva, és a záródás a fedett négyzetek százalékos arányának alapján határozható meg. (A ponthálózat ennél a módszernél lehet ritkább is, mivel a görbe tükör nagyobb felület értékelését teszi lehetővé.
- Fényképek kiértékelése.
- Légifényképek kiértékelése.
- Szembecslés. Célszerű az erdőrészlet bejárás során a záródáshiányokra összpontosítani, majd ha ezt megállapítjuk, ezt levonjuk a 100%-ból.